# Пояна (Зворіштя, Сучава)
Пояна (рум. Poiana) — село у повіті Сучава в Румунії. Входить до складу комуни Зворіштя.
Село розташоване на відстані 373 км на північ від Бухареста, 16 км на північ від Сучави, 121 км на північний захід від Ясс.

## Населення
За даними перепису населення 2002 року у селі проживали 611 осіб, з них 610 осіб (99,8%) румунів. Рідною мовою 610 осіб (99,8%) назвали румунську.